# Калєтнік Ігор Григорович
І́гор Григо́рович Калє́тнік (*16 липня 1972, Клембівка, Ямпільський район, Вінницька область) — український політик і державний діяч, народний депутат України 7-го скликання, колишній Перший заступник Голови Верховної Ради України, заслужений юрист України.

## Біографічні відомості
Народився 16 липня 1972 у селі Клембівка Ямпільського району Вінницької області.

### Освіта
Вінницький сільськогосподарський інститут (1993), агроном.
Вінницький сільськогосподарський інститут, факультет післядипломної освіти (1999), «Облік і аудит».
Київський університет імені Тараса Шевченка (2001), юрист.
Кандидат юридичних наук (з 2004), захистив дисертацію на тему: «Зобов'язання, що виникають внаслідок завдання шкоди службовими особами митних органів, в цивільному законодавстві України» в Одеській національній юридичній академії.

### Трудова діяльність
З 1995 року працював в митних органах. Обіймав посади інспектора, заступника начальника відділу, начальника відділу Вінницької митниці (березень 1995 — вересень 1998 року);
Заступник начальника, начальник Подільської регіональної митниці (вересень 1998 року — травень 1999);
Начальник Херсонської митниці (травень 1999 — жовтень 2000 року);
Начальник Рава-Руської митниці (жовтень 2000 — грудень 2000 року);
Начальник Галицької митниці (грудень 2000 — липень 2002 року);
Начальник Роздільнянської митниці (липень 2002 року — вересень 2002);
Заступника начальника (жовтень 2002 року — квітень 2003), начальник Управління організації боротьби з контрабандою та порушеннями митних правил Держмитслужби України (квітень 2003 — жовтень 2003 року);
Начальник Чорноморської регіональної митниці (жовтень 2003 — лютий 2005 року);
З 14 травня 2004 року державний радник митної служби 3 рангу.
Директор Департаменту по боротьбі з митними правопорушеннями Держмитслужби України (лютий 2005 — квітень 2005 року). У квітні 2005 року звільнився за власним бажанням.
Суддя Дніпровського районного суду м. Києва (вересень 2005 — квітень 2006 року).
У квітні 2006 року, після того, як суд визнав звільнення з цієї посади у 2005 році тиском з боку керівника Державної митної служби Володимира Скомаровського, повернувся на посаду директора Департаменту по боротьбі з контрабандою та порушеннями митних правил.
На чергових виборах до Верховної Ради України у 2006 році — кандидат у народні депутати України від Блоку Наталії Вітренко «Народна опозиція», № 11 в списку. На час виборів: суддя Дніпровського районного суду міста Києва, безпартійний.
Народний депутат України 6-го скликання з листопада 2007 до лютого 2011 року від КПУ, № 16 в списку. На час виборів: директор Департаменту організації боротьби з контрабандою та порушеннями митних правил Державної митної служби України, безпартійний. Член фракції КПУ (з листопада 2007), Голова Комітету боротьби з організованою злочинністю і корупцією (з грудня 2007).
22 березня 2010 призначений Головою Державної митної служби України.
4 лютого 2011 року Верховна Рада України достроково припинила повноваження народного депутата України Калєтніка у зв'язку з особистою заявою про складення ним депутатських повноважень.
З 20 серпня 2010 року Дійсний державний радник митної служби України.
22 листопада 2012 року звільнений з посади Голови Державної митної служби України у зв'язку з обранням народним депутатом України.
Народний депутат України 7-го скликання з грудня 2012 до листопада 2014 року від КПУ, № 7 у списку. На час виборів: Голова Державної митної служби України.
13 грудня 2012 року обраний Першим заступником Голови Верховної Ради України 7-го скликання..
22 лютого 2014 року подав у відставку.
В червні 2014 року вийшов з фракції та партії КПУ.
На позачергових виборах до Верховної Ради України балотувався як самовисуванець по одномандатному виборчому округу № 41. Проте, Центральна виборча комісія не передала Окружній виборчій комісії № 41 бюлетені і вибори на даному окрузі не відбулися.

## Скандали
Родина Калетників тричі передаровувала квартиру, щоб залишити її у своїй власності.
Центр протидії корупції вказав, що Калетнік у своїй декларації за 2013 рік зазначив, що отримав подарунків на суму майже 70 мільйонів гривень.
За підтримку Диктаторських законів його було оголошено в розшук, але 8 травня Печерський районний суд Києва задовольнив скаргу представника Калєтніка і зобов'язав Генпрокуратуру скасувати його розшук. За даними правоохоронців, Калєтнік переховувався в Росії. Наприкінці жовтня 2019 року стало відомо, що він повернувся в Україну і перебуває тут тривалий час.
У червні 2021 року суд задовольнив клопотанням матері Ігоря Калєтніка, Галини Калєтнік і повернув їй у власність 14 гектарів Бучанського лісу. Після рішення суду Ігор Калєтнік переоформив майно на себе.

## Державні нагороди та звання
- Заслужений митник України (2001).
- Дійсний державний радник митної служби України (20 серпня 2010)
- Заслужений юрист України (22 червня 2004) — за значний особистий внесок у захист економічних інтересів України, зразкове виконання службового обов'язку, високий професіоналізм[11]